# Opalescencia

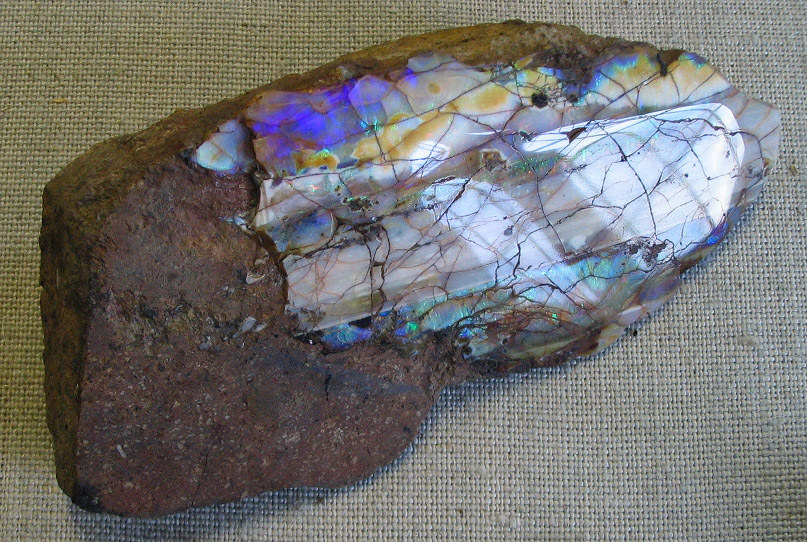
Efecto de opalescencia.

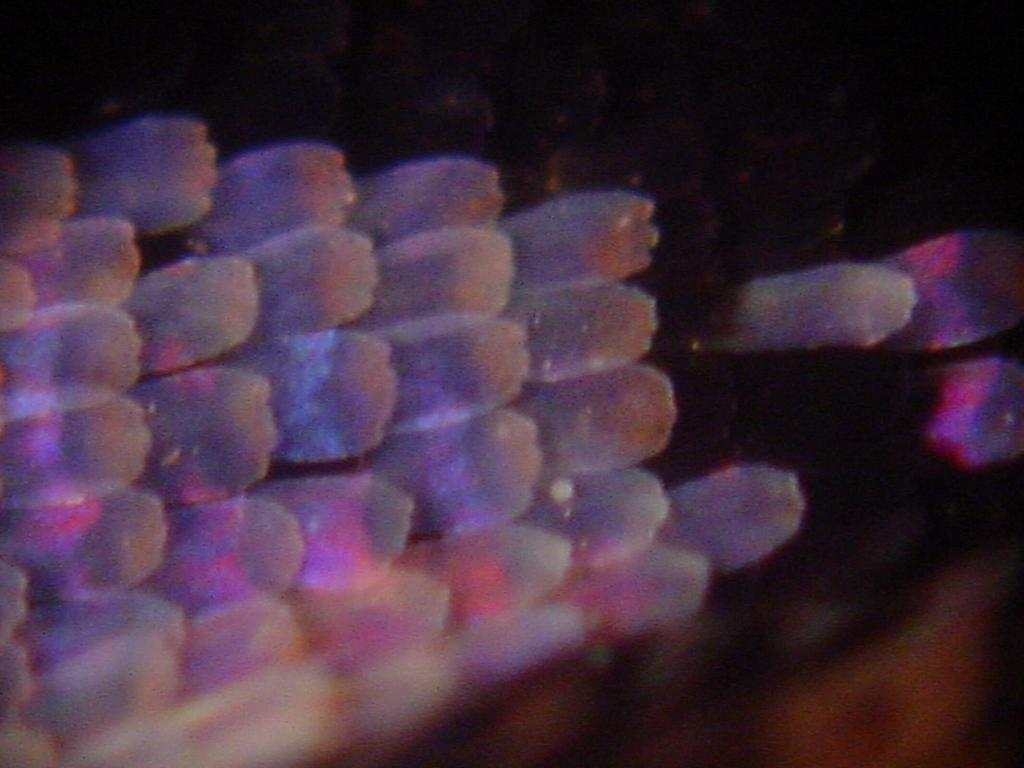
Opalescencia.

La opalescencia es un tipo de dicroísmo que aparece en sistemas muy dispersados, con poca opacidad. Estos materiales adquieren un aspecto lechoso, con irisaciones. En estos casos, un material puede aparecer, por ejemplo, de color amarillo-rojizo al ver la luz transmitida y de color azul al ver la luz difundida en dirección perpendicular a la luz transmitida. El fenómeno recibe ese nombre por su aparición en ciertos minerales llamados ópalos.
Hay diferentes grados de comportamiento opalescente. Incluso se puede ver a través de una fase ligeramente opalescente. Cuantas más partículas y más grandes sean esas partículas, mayor será la dispersión que surge de ellas y más imprecisa o nebulosa se verá esa fase particular. Para una cierta concentración de partículas, la dispersión es tan fuerte que toda la luz que pasa a través de ese material se dispersa, y el cuerpo deja de ser transparente.

## Ejemplos y causas
La opalescencia es muy frecuente en algunos minerales que presentan cierta turbidez lechosa, como los ópalos. Esto se debe a que contienen inclusiones dispersas. Otros minerales opalescentes son el cuarzo lechoso, la calcedonia, la albita, ciertas oligoclasas (piedra de luna) y otros.

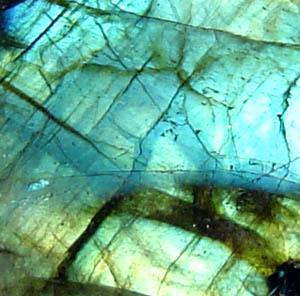
Labradorita.

La labradorita presenta un fenómeno que corresponde más bien a una fuerte iridiscencia y que a veces recibe el nombre de labradorescencencia.
Un ejemplo fuera del mundo mineral puede obtenerse añadiendo unas gotas de leche a un vaso de agua: la leche se ve azulada. Si uno mira a través de la leche a una fuente de luz, se verá amarillo-rojiza.
Otras disoluciones coloidales opalescentes se forman disolviendo 2 gramos de almidón en 200 mL de agua caliente y enfriándola posteriormente, o introduciendo una clara de huevo en un volumen de agua seis veces mayor.

### Opalescencia atmosférica
Otro ejemplo es la diferencia entre el cielo azul durante el día y el cielo amarillo-rojizo al atardecer. El fenómeno se debe a la presencia de partículas ajenas al aire (gotitas de agua, polvo, etc.) en suspensión.
Durante la salida o puesta de sol, el cielo se ve de color rojizo debido a esas pequeñas partículas presentes en la atmósfera que dispersan más la luz azul (en todas direcciones) y menos la luz roja, que pasará en línea recta. Si miramos en la dirección del Sol, predomina la luz roja en el amanecer o atardecer; al mirar en otras direcciones, sobre todo en dirección perpendicular, predomina la luz azul, que da al cielo su color habitual.
Si durante las horas del amanecer o atardecer miramos a un objeto que no esté iluminado directamente por el Sol (montañas, por ejemplo) sino por luz azulada procedente de la dispersión antes descrita, se observa una bruma azulada que difumina los colores que vemos y que solemos llamar opalescencia.

### Opalescencia crítica
La opalescencia crítica designa al conjunto de fenómenos ópticos que acompañan la desaparición y reaparición del menisco en la interfase líquido-gas de un fluido alrededor de su punto crítico y que se deben a un aumento de la intensidad de la dispersión de Rayleigh escalar. El fluido se vuelve lechoso y opaco.